# Мерседес Мейсон
Мерседес Мейсон (англ. Mercedes Mason, нар. 3 березня 1982, Лінчепінг, Швеція) — шведсько-американська акторка та колишня модель. Вона відома своєю роллю Зондри в телесеріалі «Чак». Вона також знялася в американському фільмі жахів 2011 року «Карантин 2: Термінал», вона зіграла Талію Дель Кампо в «Морська поліція: Лос-Анджелес» також вона відома завдяки телесеріалам «Бійтеся ходячих мерців» та «Новобранець».

## Біографія
Мейсон народилася в 1982 році в Лінчепінгу, Швеція і вирісло у районі Рид. Її родина емігрувала з Ірану. У неї є одна сестра. Вона переїхала до Сполучених Штатів зі своєю родиною у віці 12 років і виросла в районі Чикаго.

## Кар'єра
Мейсон розпочала свою кар’єру на телебаченні під назвою з другорядною одноепізодною роллю в денній мильній опері «Дні нашого життя»у 2005 році; вона повернулася до серіалу для двох епізодів у 2006 році. З 2008 по 2011 рік Мейсон знялась в різних серіалах, таких як «NCIS: Полювання на вбивць», «Місце злочину: Нью-Йорк» і «Касл». Вона дебютувала в головній ролі Дженні у фільмі «Карантин 2: Термінал». До цього вона з'явилася в другорядних ролях у фільмах «Розлучення по-американськи» і «Червоні піски». У 2011 році вона також знялася в драматичному фільмі «Три вуалі». Протягом наступних років Мейсон грала другорядні ролі в різних фільмах.
У 2012 році Мейсон була однією з двох головних акторок в телесеріалі «Шукач» протягом його єдиного сезону. Вона зіграла заступника маршала США Ізабель Замбаду, романтичну особу головного героя Уолтера Шермана ( Джефф Сталтс ). І вона, і Медді Гессон заповнили порожнечу що залишилася після відходу Саффрон Берроуз, головної жіночої ролі в пілотному серіалі , який був 19-м епізодом 6 сезону «Кістки». Вона також знялася в надприродному драматичному серіал «Парк Авеню 666» у 2012 році, який було скасовано в середині сезону.
Навесні 2014 року Мейсон дебютувала в ролі спеціального агента DEA Талії Дель Кампо в серіалі «Морська поліція: Лос-Анджелес», з'явившись у семи епізодах з 2014 по 2022 рік. У серпні 2015 року вона дебютувала в ролі Офелії Салазар в серіалі «Бійтеся ходячих мерців». У 2018 році вона зіграла капітана Зої Андерсен у першому сезоні серіалу ABC «Новобранець» .

## Особисте життя
У 2010 році Мейсон почала зустрічатися з актором Девідом Денманом; пара одружилася в 2014 році. Їхня перша дитина народилася 10 січня 2018 року, сина на ім'я Кайус Кейн. Їхня друга дитина, Саган Сайрус, народилася в травні 2021 року.
У грудні 2019 року Мейсон заявив, що є бісексуалом.
Мейсон є громадянином США, склавши іспит на громадянство в квітні 2016 року.
Мейсон розмовляє англійською, французькою, іспанською та перською мовами; на норвезькому ток-шоу Skavlan 30 вересня 2016 року вона сказала, що більше не розмовляє шведською, але розуміє її.

## Фільмографія
| Рік       |    | Українська назва                  | Оригінальна назва           | Роль             |
| --------- | -- | --------------------------------- | --------------------------- | ---------------- |
| 2005—2006 | с  | Одне життя, щоб жити              | One Life to Live            | Ніль Рід         |
| 2006      | ф  | Розлучення по-американськи        | The Break-Up                | Дівчина          |
| 2008      | с  | Антураж                           | Entourage                   | Кара             |
| 2009      | ф  | Святилище Чевроних Пісків         | Red Sands                   | Арабська жінка   |
| 2009      | с  | Закон                             | The Law                     | Тереза Рамірес   |
| 2009      | с  | Шукачка                           | The Closer                  | Кетрін Ортега    |
| 2009      | с  | NCIS: Полювання на вбивць         | NCIS                        | Гезер Кінкейд    |
| 2009—2010 | с  | Три річки                         | Three Rivers                | Ванесса          |
| 2009      | с  | Місце злочину: Нью-Йорк           | CSI: NY                     | Френкі Тайлер    |
| 2010      | с  | Касл                              | Castle                      | Маріана Кассілас |
| 2010      | с  | Всі ознаки смерті                 | All Signs of Death          | Солей            |
| 2011      | ф  | Карантин 2: Термінал              | Quarantine 2: Terminal      | Дженні           |
| 2011      | ф  | Три вуалі                         | Three Veils                 | Лейла            |
| 2011      | с  | Світлофор                         | Traffic Light               | Шеррі            |
| 2011      | с  | Чак                               | Chuck                       | Зондра           |
| 2012      | ф  | Загальна освіта                   | General Education           | Бібі Сіммонс     |
| 2012      | с  | Шукач                             | The Finder                  | Ізабель Замбада  |
| 2012      | с  | Загальна справа                   | Common Law                  | Елейн Сандовал   |
| 2012—2013 | с  | Парк авеню, 666                   | 666 Park Avenue             | Луїза Леонард    |
| 2013      | ф  | Трохи самотній у Лос-Анджелесі    | Slightly Single in L.A.     | Стейсі           |
| 2014—2022 | с  | Загальна справа                   | NCIS: Los Angeles           | Таліа Дел Кампо  |
| 2014      | ф  | Снайпер: Спадщина                 | Sniper: Legacy              | Сана Малік       |
| 2014      | с  | Секс і Каліфорнія                 | Californication             | Емі Волш         |
| 2014      | с  | Управління гнівом                 | Anger Management            | Меггі            |
| 2015      | ф  | Ана-Марія в країні романів        | Ana Maria in Novela Land    | Ана Глорія       |
| 2015      | с  | Клуб дружин астронавтів           | The Astronaut Wives Club    | Дот Бінгейм      |
| 2015      | тф | Біле місто                        | White City                  | Ліззі            |
| 2015—2017 | с  | Бійтеся ходячих мерців            | Fear the Walking Dead       | Офелія Салазар   |
| 2017      | с  | Сумнів                            | Doubt                       | Елена Гарсія     |
| 2018—2021 | с  | Новобранець                       | The Rookie                  | Зої Андерсон     |
| 2019      | с  | Як уникнути покарання за вбивство | How to Get Away with Murder | Кора Дункан      |
| 2019—2020 | с  | Секс в іншому місті: Покоління Q  | The L Word: Generation Q    | Лена             |
| 2020      | ф  | Що може зробити ніч               | What the Night Can Do       | Таша Коул        |
| 2020      | ф  | Кохання через утоплення           | Love by Drowning            | Кесс Мартін      |
| 2021      | с  | Американські історії жахів        | American Horror Stories     | Мішель           |
| 2023      | ф  | Маленька Діксі                    | Little Dixie                | Джулі Рід        |
| 2024      | ф  | Людина в довгому чорному пальті   | Guns & Moses                | Лайт             |